# Vincenzo Bocciarelli
Vincenzo Bocciarelli (Bozzolo, 22 febbraio 1972) è un attore, pittore e produttore cinematografico italiano, attualmente è il Direttore Artistico dei Teatri di Siena.

## Biografia

### Origini e giovinezza
Quinto di sei figli, nasce a Bozzolo in un piccolo comune della provincia di Mantova. Dopo pochi mesi dalla nascita, la famiglia si trasferisce a Siena, qui avviene sia la formazione scolastica che artistica frequentando l’Istituto d’Arte Duccio di Buoninsegna e in contemporanea il Piccolo Teatro di Siena dove, appena quindicenne, debutta, prima in Gl'innamorati di Carlo Goldoni nel ruolo di Fulgenzio e poi nella Fedra di Lucio Anneo Seneca nel ruolo di Ippolito e successivamente in Vigilanza Stretta di Jean Genet.

### Gli esordi
Poco dopo vince una borsa di studio all’Accademia del Teatro di Palmi diretta da Alvaro Piccardi dove ha modo di misurarsi con un approccio didattico teatrale più sistematico con insegnanti di livello sia nazionale che internazionale. Grazie a questa preparazione, riesce ad essere ammesso alle selezioni per entrare nella scuola del Piccolo Teatro di Milano - Teatro d'Europa diretta da Giorgio Strehler, il quale un anno dopo lo sceglie per sostituire un attore nel Faust di Goethe, colossale produzione teatrale, suddiviso in due parti, per la durata totale di sei ore con un cast composto da attori del calibro di Tino Carraro, Giulia Lazzarini, Franco Graziosi, Andrea Jonasson. Dopo essersi diplomato nel 1993 e aver ricevuto il Premio Hystrio alla Vocazione a Montegrotto Terme da Vittorio Gassman, per conto della rivista di teatro Histryo, viene notato da Glauco Mauri che lo sceglie come coprotagonista nel ruolo di Karl Van Beethoven nello spettacolo Quaderni di conversazione di Ludwig van Beethoven e per la tournée Tutto per bene di Luigi Pirandello dove si confronta con il nuovo mondo delle tournée teatrali.

### Anni 1990: le collaborazioni con la compagnia Mauri
Ricopre ruoli sempre più impegnativi, continuando la collaborazione con la compagnia Mauri, dove interpreta il messaggero in Edipo re di Sofocle, Ariel in La tempesta e Edgar nel Re Lear, entrambe scritte da William Shakespeare.
Nel 1994 è il messaggero nell’Antigone di Sofocle per la tragedia di Theodoros con il quale inizia una tournée mondiale (1997). In questi anni è anche protagonista nella Re Pescatore al Festival di San Miniato per la regia di Krzysztof Zanussi con Giulio Brogi e Riccardo Garrone con il quale reciterà anche in Mostellaria di Plauto nei teatri siciliani.
Nel 1998 partecipa ad altre tragedie greche come quella che lo vedono ricoprire il ruolo di Polidoro in Ecuba di Euripide al Teatro Antico di Siracusa con Valeria Moriconi per la regia di Lorenzo Salveti, qualche mese dopo al Teatro Greco di Taormina con Giorgio Albertazzi e Irene Papas nel ruolo del nunzio nell'Edipo re; è protagonista di Saffo (Grillparzer) di Franz Grillparzer, diretto da Marco Carniti al Teatro Antico di Ostia. Sempre nello stesso anno, debutta nel Dramma del chiedere di Peter Handke a Taormina e successivamente al Teatro dello Spasimo a Palermo con Bianca Toccafondi, Roberto Herlitzka, Nello Mascia.
Nel 1999 durante una recita del Re Lear al Teatro Eliseo di Roma, Bocciarelli viene notato dal celebre talent scout Giuseppe Perrone che lo recluta nella sua scuderia: da lì a poco l’attore lombardo apparirà nella serie televisiva Nebbia in Valpadana, accanto a Cochi Ponzoni e Renato Pozzetto per la regia di Felice Farina.

### Anni 2000: tra cinema e fiction di rilievo
Nel 2000 inizia un nuovo percorso nel mondo della televisione e del cinema, senza però tralasciare il teatro e infatti debutta accanto a Mario Scaccia nel Tieste di Bussotti, opera prodotta dal Teatro dell'Opera di Roma. Sempre nello stesso anno riveste il ruolo di Jean nella Signorina Julie di August Strindberg con Lucrezia Lante della Rovere. Nel 2001 è protagonista nell'Angelo Azzurro con Giorgio Albertazzi e Valeria Marini e l’anno successivo il Maestro Giorgio Albertazzi lo vuole nelle vesti di Bassanio nel Il mercante di Venezia di William Shakespeare. Nel 2004 è Antonio in Antonio e Cleopatra di William Shakespeare al Globe Theatre di Roma, accanto a Maddalena Crippa per la regia di Walter Pagliaro. Contemporaneamente prende parte a serie televisive di successo come La squadra, Incantesimo 5, Il bello delle Donne 2 (regia di Maurizio Ponzi), dove interpreta Maurizio De Santis, figlio problematico di una madre deviata interpretata da Ida Di Benedetto, Orgoglio, dove figura tra i protagonisti della serie campione di ascolti nei panni del marchese Andrea brofari, Don Matteo 5, protagonista di una puntata della fiction Un Caso di Coscienza 2, con Sebastiano Somma, nell’Inchiesta (The Final Inquiry nella distribuzione internazionale Twenty Century Fox) dove ricopre il ruolo di Caligola accanto al premio Oscar Max von Sydow, ruolo che gli fa ottenere numerosi riconoscimenti. La regia è di Giulio Base, il quale lo sceglie poco dopo anche per il colossal internazionale targato Rai Pompei.

### Anni 2005: l’incontro con Vancini e il cinema indiano
Nel 2005 grazie all’incontro con il maestro Florestano Vancini viene scelto per interpretare il cardinale Ippolito D’este nel colossal storico e ridendo l'uccise, con Mariano Rigillo. Nel 2009 incide il suo primo cd di poesia e canzoni d’amore dal titolo Je t’aime con la cantante francese Eva Lopez distribuito da l’allora Rai Trade. Nel 2010 arriva l’ingaggio internazionale come primo attore europeo e protagonista di una produzione Indiana dal titolo Nirakazhcha acquistato successivamente da Rai Cinema, che nella versione italiana ha preso il titolo La strada dei colori. Ulteriori collaborazioni sono avvenute con la radio sia nella conduzione che in qualità di attore, infatti nel 2013 Giuliana Lojodice lo sceglie come coprotagonista in Jezabel, tratto dal libro di Irène Némirovsky per Rai Radio 3. Sempre nello stesso anno, per l’iniziativa Una notte al Museo istituita dal Ministero dei beni e delle attività culturali e del turismo, Bocciarelli crea un'antologia dal titolo I segreti dell’anima che lo porta nei più importanti musei di Roma e non solo.

### Anni 2014-2021: debutto nei film di successo
Nel 2014 viene scelto da Luca Miniero nel ruolo di Paolo Ghioni per il film campione di incassi La scuola più bella del mondo, accanto a Christian De Sica, Rocco Papaleo e Miriam Leone. Successivamente arrivano altre partecipazioni in pellicole importanti come quella in Red Land, con Franco Nero e Geraldine Chaplin per la regia di Maximiliano Hernando Bruno; il film è stato presentato al Festival di Venezia, edizione 2018. Dello stesso anno è anche il film presentato a Cannes, Mission Possible, diretto da Bret Roberts, con John Savage e prodotto e distribuito in sessanta paesi dalla Movie On Pictures International Holding di Enrico Pinocci con la quale Bocciarelli ha un contratto per altre cinque pellicole che sono attualmente in lavorazione. Oltre al cinema, nel 2020 ha scritto il suo primo manoscritto realizzato durante il lockdown, dal titolo Sulle ali dell’arte, ovvero come resistere ad una pandemia attraverso il teatro, la poesia e la forza dell’arte, edito da Accademia Edizioni ed Eventi. Nel 2021 è nel cast dello short movie Lockdownlove.It per la regia di Anna Marcello e di cui è anche produttore associato.
Il 17 gennaio 2024 viene ufficialmente nominato dal Sindaco di Siena Nicoletta Fabio Direttore Artistico dei Teatri di Siena.

## Filmografia

### Attore

#### Cinema
- Le grandi dame di casa d'Este, regia di Diego Ronsisvalle (2004)
- E ridendo l'uccise, regia di Florestano Vancini (2005)
- L'inchiesta, regia di Giulio Base (2006)
- Cartoline da Roma, regia di Giulio Base (2008)[30]
- Alba, regia di Giorgia Farina (2009) - cortometraggio[31]
- Nirakazhcha, regia di Anish J. Karinad (2010)
- La strada dei colori, regia di Anish J. Karinad (2012)[23]
- La scuola più bella del mondo, regia di Luca Miniero (2014)
- Mission Possible, regia di Bret Roberts (2018)
- Red Land (Rosso Istria), regia di Maximiliano Hernando Bruno (2018)
- Professor Dinkan, regia di Ramachandra Babu[32]
- The dog christmas, regia di Bret Robert[33]
- Lockdownlove.It, regia di Anna Marcello (2021)[27]

#### Televisione
- Re Pescatore, regia di Marcello Aliprandi (Rai 2, 1996)
- Nebbia in Valpadana – serie TV (Rai 1, 2000)
- La squadra – serie TV (Rai 3 2000)[18]
- Camici bianchi, regia di Stefano Amatucci (2000)
- Il bello delle donne 2 – serie TV (Canale 5, 2001)
- Carvilio: The Mummy of Rome, (Discovery Channel, 2002)
- Incantesimo 5 – soap opera (Rai 1, 2002)
- Orgoglio – serie TV (Rai 1, 2004-2006)
- Don Matteo 5 – serie TV (Rai Uno, 2005)
- Un caso di coscienza 2 – serie TV (Rai Uno, 2005)
- Premio Internazionale alla Libertà, IV edizione (Rai 2, 2006)
- Pompei, regia di Giulio Base – miniserie TV (Rai 1, 2006)
- L'inchiesta, regia di Giulio Base – miniserie TV (Rai 1, 2007)
- Premio internazionale alla Libertà, VIII edizione (Rai 2, 2010) - Letture interpretate[34]
- Volare - La grande storia di Domenico Modugno, regia di Riccardo Milani – miniserie TV (Rai 1, 2012)

## Teatro
- Antigone, regia di Theodoros Terzopoulos, Teatro Olimpico di Venezia (1994)[35]
- Beethoven, regia di Glauco Mauri (1994)
- Edipo re e Edipo a Colono di Sofocle, regia di Glauco Mauri (1994)[6]
- La leggenda del re pescatore, regia di Krzysztof Zanussi (1996)
- La tempesta, regia di Glauco Mauri (1997)
- Ecuba, regia di L. Salveti, Teatro greco di Siracusa (1998)
- Il dramma del chiedere, regia di Umberto Cantone, Festival di Taormina (1998)[12]
- Processo agli innocenti, regia di M. Giorgetti, Teatro Manzoni di Milano (1998)[36]
- Sappho, regia di M. Carniti, Teatro Ostia Antica (1998)
- Re Lear, regia di Glauco Mauri (1999)[8]
- Edipo re, regia di Giorgio Albertazzi, Teatro greco di Taormina (1999)
- Angelo azzurro, regia di Giorgio Albertazzi (2000)[15]
- Il mercante di Venezia di William Shakespeare, regia di Giorgio Albertazzi (2000)[16]
- La signorina Giulia, regia di V. Cantone, Teatro Stabile di Palermo (2001)
- Antonio e Cleopatra, regia di Walter Pagliaro, Globe Theatre di Roma (2004)[17]
- Pietre urlanti, regia di Satenig Gugiughian, Auditorium della Conciliazione di Roma (2008)[37]
- Il bello delle bambole, regia di Pablo Maximo Taddei, Teatro Euclide di Roma (2010)[38]
- Duras Mon Amour, regia di Maurizio Palladino, Teatro Piccolo Eliseo di Roma (2014)[39]
- Maria di Buenos Aires, regia di Giandomenico Vaccari, Festival Internazionale di Tagliacozzo (2019)[40]
- Edipo Ultimi Atti, regia di Mario Mattia Giorgetti, Teatro Tordinona di Roma (2023)

## Discografia

### Album
- 2008 - Je t’aime, con Eva Lopez (Rai Trade)[22]

## Premi e Riconoscimenti
- 1993 - Premio Hystrio alla Vocazione[4]
- 2005 - Premio “Pericle d'oro al personaggio dell'anno”
- 2005 - Premio “Il Grifo d'Oro”
- 2007 - Premio "Oscar Cinema Anoci
- 2008 - Premio “Luca Cava”
- 2009 - Premio "Personalità Europea", per La strada dei colori[41]
- 2009 - Premio Magnolia “Oscar Poliedrico”
- 2010 - Premio “Giuseppe Perrone”[42]
- 2010 - Premio “Maratea film festival” come miglior attore[43]
- 2015 - Premio Internazionale Mediterraneo[44]
- 2016 - Premio Penisola Sorrentina Arturo Esposito[45]
- 2020 - Premio di Benemerenza conferito dall'Academy of Art and Image per l'Impegno profuso e il fattivo contributo culturale e sociale[46]
- 2020 - Riconoscimento "Giovanni Paolo II"[47]
- 2021 - Premio alle arti - II edizione svolta a Nettuno[48]
- 2021 - Premio "Freetime Award – People of the Year 2021"[49]